# Malafemmena/Marcus silos
Malafemmena/Marcus silos è il primo singolo da solista del sassofonista italiano James Senese pubblicato nel 1983.

## Descrizione
Nel suo primo singolo James Senese ha inciso una versione arrangiata al sax, del celeberrimo brano Malafemmena, scritta dal principe della risata Totò.

## Tracce
Lato A
1. Malafemmena – 3:05 (Totò)

Lato B
1. Marcus silos – 3:06 (James Senese)